# Équipe du Nigeria de hockey sur gazon
L'équipe du Nigeria de hockey sur gazon est l'équipe représentative du Nigeria dans les compétitions internationales de hockey sur gazon. 

## Palmarès

### Jeux africains
- 1987 :  3e
- 1991 : 5e
- 1995 : 6e
- 2003 : 4e
- 2023 :  3e

### Coupe d'Afrique
- 1974 : 4e
- 1983 : 5e
- 2000 : 5e
- 2005 : 4e
- 2009 : 4e
- 2017 : 5e
- 2022 :  3e